# Зверево (Медведевский район)
Зверево — деревня в Медведевском районе Марий Эл Российской Федерации. Входит в состав Люльпанского сельского поселения.
Численность населения — 2 чел. (2021 год).

## География
Зверево располагается в 14 км на северо-запад от административного центра сельского поселения — деревни Люльпаны.

## История
До 1 апреля 2014 года деревня входила в состав упразднённого сельского поселения Пижменское.

## Население
| 2010 | 2011 | 2012 | 2013 | 2015 | 2016 | 2018 |
| ---- | ---- | ---- | ---- | ---- | ---- | ---- |
| 6    | →6   | →6   | ↘5   | ↘2   | →2   | →2   |
| 2019 | 2020 | 2021 |      |      |      |      |
| →2   | →2   | →2   |      |      |      |      |

Национальный состав на 1 января 2013 г. — 100 % русские.

## Описание
Улично-дорожная сеть деревни имеет грунтовое покрытие.
Жители проживают в индивидуальных домах, не имеющих централизованного водоснабжения и водоотведения. Деревня не газифицирована.